# Вінники (Західнопоморське воєводство)
Вінники (пол. Winniki, нім. Winningen) — село в Польщі, у гміні Венґожино Лобезького повіту Західнопоморського воєводства.
Населення — 121 особа (2011).
У 1975-1998 роках село належало до Щецинського воєводства.

## Демографія
Демографічна структура станом на 31 березня 2011 року:
|          | Загалом | Допрацездатний вік | Працездатний вік | Постпрацездатний вік |
| -------- | ------- | ------------------ | ---------------- | -------------------- |
| Чоловіки | 56      | 12                 | 40               | 4                    |
| Жінки    | 65      | 20                 | 33               | 12                   |
| Разом    | 121     | 32                 | 73               | 16                   |